# تپه آق بلاغ ۲
تپه آق بلاغ ۲ مربوط به هزاره اول قبل از میلاد - دوره اشکانیان و دوره ساسانیان است و در شهرستان میانه، بخش ترکمن چای، دهستان اوچ تپه شرقی، ۱/۵ کیلومتری شمال روستای داش بولاغ واقع شده و این اثر در تاریخ ۲۷ آبان ۱۳۸۶ با شمارهٔ ثبت ۲۰۲۱۹ به‌عنوان یکی از آثار ملی ایران به ثبت رسیده است.